# Ozarba birufata
Ozarba birufata là một loài bướm đêm trong họ Noctuidae.